# 蒲速越
蒲速越（？—1164年）。霿凇河猛安人，金朝契丹起事领袖。
正隆六年（1161年），蒲速越因不愿应征从军，随撒八、移剌窝斡等举义反金，转战各地。大定二年（1162年）九月，移剌窝斡被叛徒稍合住出卖被擒杀后，蒲速越率领余部继续战斗。他拒绝金世宗封官招抚，继续在北京（今内蒙古宁城县西北大明城）、临潢府、泰州等地与金军作战。大定四年（1164年）五月，被金军俘杀，起事失败。